# Rhytidometopum dissimile
Rhytidometopum dissimile är en kackerlacksart som beskrevs av Karlis Princis 1955. Rhytidometopum dissimile ingår i släktet Rhytidometopum och familjen småkackerlackor. Inga underarter finns listade i Catalogue of Life.